# 142753 Briegel
142753 Briegel este un asteroid din centura principală de asteroizi.

## Descriere
142753 Briegel este un asteroid din centura principală de asteroizi. A fost descoperit pe 4 octombrie 2002 la Apache Point Observatory în cadrul programului Sloan Digital Sky Survey. Asteroidul prezintă o orbită caracterizată de o semiaxă mare de 2,61 ua, o excentricitate de 0,11 și o înclinație de 15,0° în raport cu ecliptica.